# Мичура
Мичура — деревня в Еловском районе Пермского края России.

## Географическое положение
Деревня расположена на расстоянии примерно 15 километров по прямой на юг от села Елово.

## История
С 2006 по 2019 год входила в состав ныне упразднённого Брюховского сельского поселения Еловского района.

## Климат
Климат континентальный. Зима с ноября по март холодная. Устойчивый снежный покров образуется в середине ноября, высота его в марте 50-70 см. Среднемесячная температура января −15…−16 °C. Весна с апреля по май прохладная, погода неустойчивая. Снежный покров сходит полностью в середине-конце апреля. Ночные заморозки возможны до начала июня. Лето тёплое, среднемесячная температура июля 18—19 °C. Осень (сентябрь-октябрь) прохладная, пасмурная.

## Население
Постоянное население составляло 271 человек (98 % русские) в 2002 году, 205 человек в 2010 году.